# 芷江西站
芷江西站位于湖南省怀化市芷江侗族自治县芷江镇，是沪昆铁路上的车站，1972年5月随湘黔铁路芷江段通车而投入运营:271。车站由广州局集团怀化车务段管辖，办理整车货运业务，主要为芷江县和贵州天柱县服务。另有怀化至新晃的慢车在本站办理通勤业务。

## 概要
芷江西站原设有3条股道，正线1条，到发线2条:277。1998年湘黔铁路复线化时增加2条到发线。2004年车站建成面积5000平方米的货场一座:484。
芷江西站建有候车室及行包房。目前车站主要办理整车货物发到业务，主要到发品为煤、化肥、非金属矿、水泥及矿建类。车站货场设有整车仓库、混合仓库和零担仓库，并设有1条长125米的货运线1条，由湖南湘通物流有限公司怀南分公司代办物流服务工作。车站曾经设有长191米、通往县木材公司装卸专用线1条:271,277。